# Покровський (заказник)
Покро́вський — ентомологічний заказник місцевого значення в Україні. До заказника належить фрагмент вузької балки, який проходить між полями від села Орли до села Левадне Синельниківського району Дніпропетровської області. 
Площа 30,6 га, створений у 1982 році. 
Під охороною — степові та лучні ареали рослинності, заболочений і вкритий очеретом тальвег. Поряд із заказником є ставки. На території заказника трапляються деякі рідкісні види комах, серед них — махаон, майка звичайна, очняк волове очко та джміль оперезаний. 
Територія заказника потребує розширення.